# Summerville, Georgia
Summerville är en stad i den amerikanska delstaten Georgia med en yta av 10,3 km² och en folkmängd, som uppgår till 4 556 invånare (2000). Summerville är administrativ huvudort i Chattooga County.